# 長徳寺 (川口市)
長徳寺（ちょうとくじ）は、埼玉県川口市にある臨済宗建長寺派の寺院。

## 歴史
1364年（貞治3年）、秀田等栄の開基である。秀田等栄は鎌倉公方足利基氏のため、寺を創建した。創建後に基氏は自らの祈願所とした。
戦国時代は、岩付太田氏の保護を受けた。江戸時代は寺領40石が与えられた。
天正10年（1582）に中興の祖・龍派禅珠（りゅうはぜんじゅ・号寒松）が住寺職となっている。この時、寺は栄え絢燗たる文化が開花した。また、天正18年には徳川家康により寺領40国を安堵され、これ以後長徳寺は徳川家代々の保護を受け、建長寺派の四大柱の一時院として発展したのである。
本寺は慶長年間に2度の火災にあっており、当時芝村の代官であった熊沢忠勝に助けられ再建を果たしている。
所属宗派の本山である建長寺とは、「本山護持の寺」の関係にあり、当寺住職は建長寺に栄転することが多い。

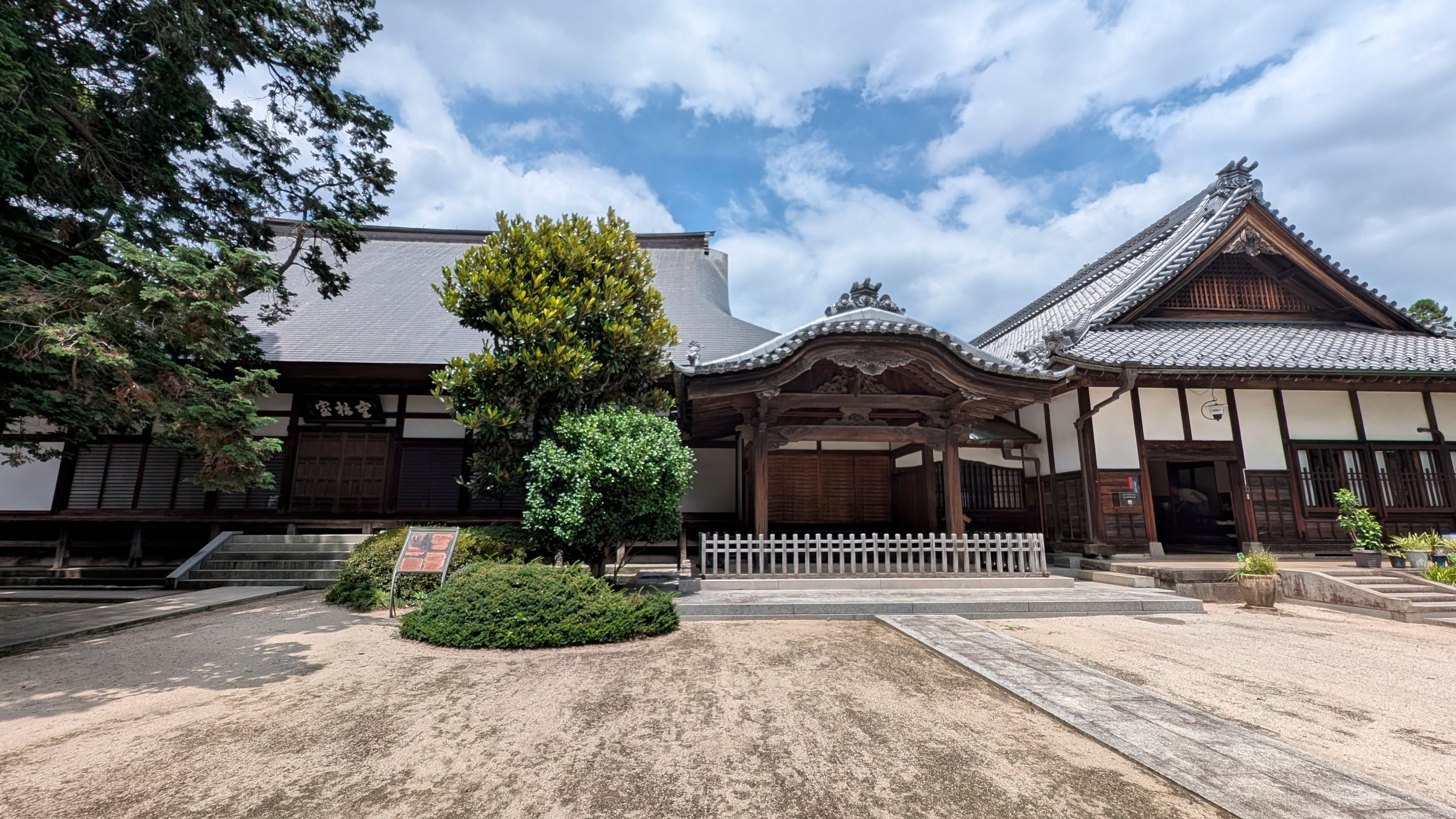
寒松堂(本堂)
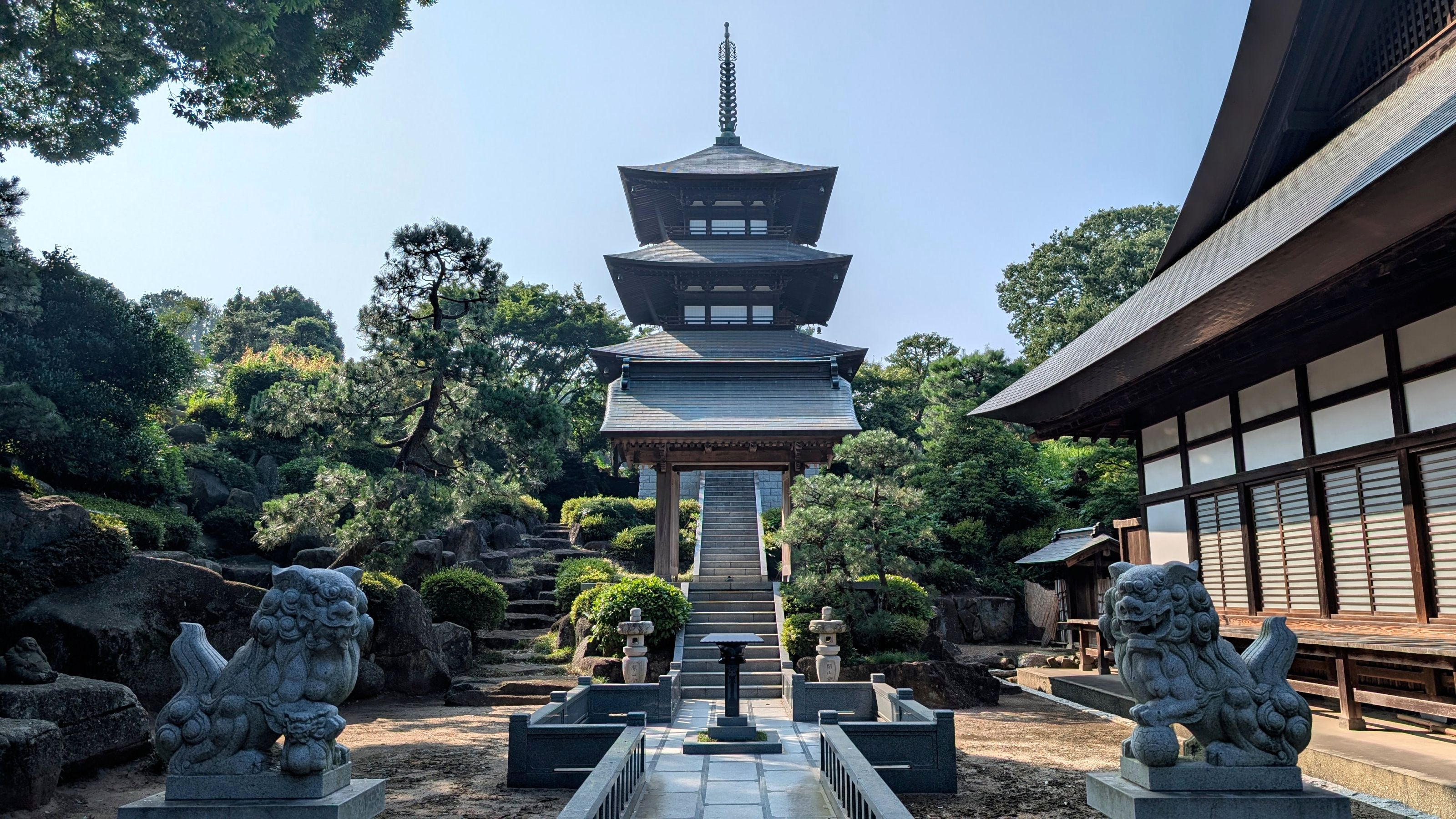
三重の塔（開山塔）
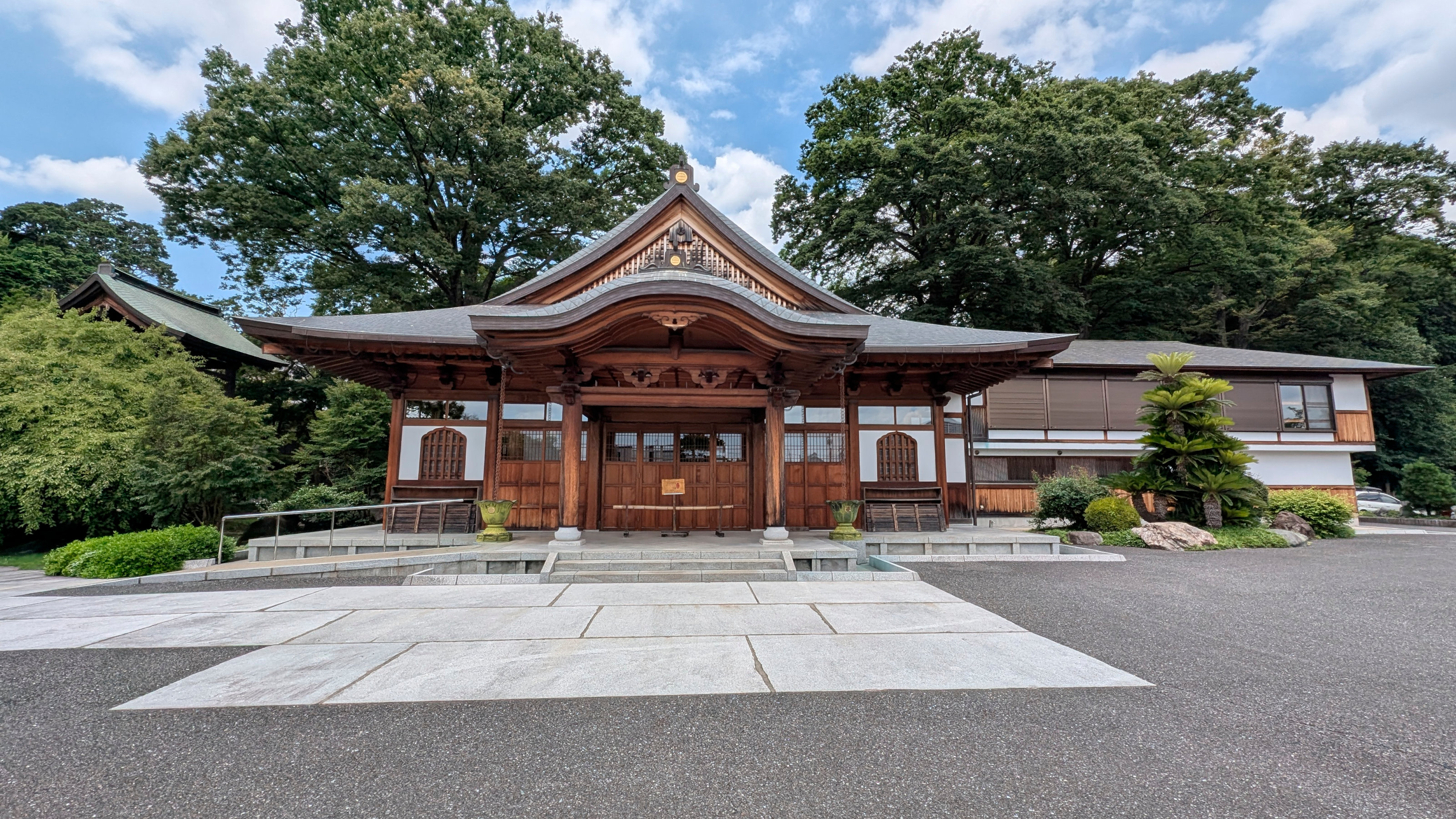
信徒会館正面

## 文化財
- 龍派禅珠頂相（埼玉県指定有形文化財 昭和33年3月20日指定）[5]
- 中峰明本頂相（埼玉県指定有形文化財 昭和33年3月20日指定）[5]
- 寒松日記及び寒松稿（埼玉県指定有形文化財 昭和30年11月1日指定）[6]
- 龍派禅珠墓（埼玉県指定史跡 昭和12年3月31日指定）[7]
- 長徳寺のビャクシン（埼玉県指定天然記念物 昭和12年3月31日指定）[8]
- 長徳寺の獅子頭及び神楽面（川口市指定有形文化財 昭和54年5月2日指定）[9]
- 長徳寺三十六歌仙絵扁額（川口市指定有形文化財 平成5年12月24日指定）[10]

## 交通アクセス
- 蕨駅より徒歩36分。車で約7分。